# (5701) Baltuck
(5701) Baltuck es un asteroide que forma parte del cinturón de asteroides y fue descubierto por Clyde William Tombaugh desde el Observatorio Lowell, en Flagstaff, Estados Unidos, el 3 de noviembre de 1929.

## Designación y nombre
Baltuck fue designado al principio como 1929 VS.
Más tarde, en 2005, se nombró en honor de la física y matemática australiana Miriam Baltuck.

## Características orbitales
Baltuck está situado a una distancia media de 2,752 ua del Sol, pudiendo alejarse hasta 3,285 ua y acercarse hasta 2,219 ua. Su excentricidad es 0,1937 y la inclinación orbital 6,234 grados. Emplea 1667 días en completar una órbita alrededor del Sol. El movimiento de Baltuck sobre el fondo estelar es de 0,2159 grados por día.

## Características físicas
La magnitud absoluta de Baltuck es 12,4 y el periodo de rotación de 4,833 horas.